# Нант
Нант (фр. Nantes, бретонски Naoned) је град у западној Француској у департману Атлантска Лоара. Нант је једна од главних лука Француске. 
По подацима из 2006. године број становника у месту је био 282.853.

## Географија
Нант је некадашња престоница Бретање. Са 277.728 становника, Нант је шести град Француске по величини. У ширем градском подручју живи 550.000 људи. Код Нанта се rрека Ендр улива у Лоару. Град се налази око 55 km источно од Атлантика и већим делом је на северној страни Лоаре.

## Историја
Између 900. и 600. године старе ере постојало је насеље на ушћу Лоаре. Око 500. године старе ере у овај крај су се населили Келти. Током Галских ратова, 56. п. н. е., Цезар је покорио ове крајеве у име Римског царства. Године 50. п. н. е., на месту данашњег Нанта, Римљани су основали лучки град Portus Namnetus.
У 5. и 6. веку у овај крај су се населили Бретонци са Британских острва.
Године 1154, Нант је постао посед Хенрија II, који је исте године ступио на енглески престо.
Универзитет у Нанту је основан 1460.
После смрти Ане од Бретање (1477—1514) Бретања је постала део Француске.
Нантски едикт (Едикт о толеранцији), који је прогласио краљ Анри IV 13. априла 1598, на неколико десетина година је прекинуо прогоне хугенота од стране католичке цркве и француске државе. Врхунац ових прогона одиграо се 1572. у познатом масакру у Вартоломејској ноћи. Нантски едикт је дозволио француским калвинистима да слободно исповедају веру. Овај едикт је опозвао краљ Луј XIV 1685.
Захваљујући повољном положају, Нант је доживео процват током 18. века поставши једна од најважнијих лука Француске. Лука Нант је тада просперирала од трговине робљем.
Немачке трупе у Другом светском рату су заузеле град Нант 1940. Између 16. и 23. септембра 1943. савезничка авијација је тешко бомбардовала град. Град је ослобођен 12. августа 1944.

## Демографија
| 1962.   | 1968.   | 1975.   | 1982.   | 1990.   | 1999.   | 2006.   | 2011.   |
| ------- | ------- | ------- | ------- | ------- | ------- | ------- | ------- |
| 240.028 | 260.244 | 256.693 | 240.539 | 244.995 | 270.251 | 282.853 | 287.845 |

## Клима
Клима у Нанту је условљена близином Атлантског океана. Зиме су благе и влажне, лета топла и не сувише сушна. Просечна годишња температура је око 12 °C (зима: 5 °C, лето: 18,5 °C).
| Клима Нант, Француска                         | Клима Нант, Француска | Клима Нант, Француска | Клима Нант, Француска | Клима Нант, Француска | Клима Нант, Француска | Клима Нант, Француска | Клима Нант, Француска | Клима Нант, Француска | Клима Нант, Француска | Клима Нант, Француска | Клима Нант, Француска | Клима Нант, Француска | Клима Нант, Француска |
| Показатељ \ Месец                             | .Јан.                 | .Феб.                 | .Мар.                 | .Апр.                 | .Мај.                 | .Јун.                 | .Јул.                 | .Авг.                 | .Сеп.                 | .Окт.                 | .Нов.                 | .Дец.                 | .Год.                 |
| --------------------------------------------- | --------------------- | --------------------- | --------------------- | --------------------- | --------------------- | --------------------- | --------------------- | --------------------- | --------------------- | --------------------- | --------------------- | --------------------- | --------------------- |
| Апсолутни максимум, °C (°F)                   | 18,2 (64,8)           | 21,4 (70,5)           | 23,8 (74,8)           | 28,3 (82,9)           | 32,7 (90,9)           | 36,8 (98,2)           | 40,3 (104,5)          | 39,2 (102,6)          | 34,3 (93,7)           | 30,2 (86,4)           | 21,1 (70)             | 18,4 (65,1)           | 40,3 (104,5)          |
| Максимум, °C (°F)                             | 9,0 (48,2)            | 9,9 (49,8)            | 13,0 (55,4)           | 15,5 (59,9)           | 19,2 (66,6)           | 22,7 (72,9)           | 24,8 (76,6)           | 25,0 (77)             | 22,1 (71,8)           | 17,5 (63,5)           | 12,4 (54,3)           | 9,3 (48,7)            | 16,7 (62,1)           |
| Просек, °C (°F)                               | 6,1 (43)              | 6,4 (43,5)            | 8,9 (48)              | 11 (52)               | 14,6 (58,3)           | 17,7 (63,9)           | 19,6 (67,3)           | 19,6 (67,3)           | 17 (63)               | 13,5 (56,3)           | 9,1 (48,4)            | 6,4 (43,5)            | 12,5 (54,5)           |
| Минимум, °C (°F)                              | 3,1 (37,6)            | 2,9 (37,2)            | 4,8 (40,6)            | 6,4 (43,5)            | 9,9 (49,8)            | 12,6 (54,7)           | 14,4 (57,9)           | 14,2 (57,6)           | 11,9 (53,4)           | 9,4 (48,9)            | 5,7 (42,3)            | 3,4 (38,1)            | 8,3 (46,9)            |
| Апсолутни минимум, °C (°F)                    | −13,0 (8,6)           | −15,6 (3,9)           | −9,6 (14,7)           | −2,8 (27)             | −1,5 (29,3)           | 3,8 (38,8)            | 5,8 (42,4)            | 5,6 (42,1)            | 2,8 (37)              | −3,3 (26,1)           | −6,8 (19,8)           | −10,8 (12,6)          | −15,6 (3,9)           |
| Количина падавина, mm (in)                    | 86,4 (3,402)          | 69,0 (2,717)          | 60,9 (2,398)          | 61,4 (2,417)          | 66,2 (2,606)          | 43,4 (1,709)          | 45,9 (1,807)          | 44,1 (1,736)          | 62,9 (2,476)          | 92,8 (3,654)          | 89,7 (3,531)          | 96,8 (3,811)          | 819,5 (32,264)        |
| Дани са падавинама                            | 12,3                  | 10,0                  | 10,1                  | 10,1                  | 10,9                  | 7,2                   | 6,9                   | 6,6                   | 8,0                   | 11,8                  | 12,2                  | 13,0                  | 119,1                 |
| Дани са снегом                                | 1,2                   | 1,3                   | 0,8                   | 0,3                   | 0,0                   | 0,0                   | 0,0                   | 0,0                   | 0,0                   | 0,0                   | 0,4                   | 1,1                   | 5,1                   |
| Релативна влажност, %                         | 88                    | 84                    | 80                    | 77                    | 78                    | 76                    | 75                    | 76                    | 80                    | 86                    | 88                    | 89                    | 81,4                  |
| Сунчани сати — месечни просек                 | 73,2                  | 97,3                  | 141,3                 | 169,8                 | 189,0                 | 206,5                 | 213,7                 | 226,8                 | 193,8                 | 118,2                 | 85,8                  | 76,1                  | 1.791,3               |
| Извор #1: Météo et climat - Nantes            |                       |                       |                       |                       |                       |                       |                       |                       |                       |                       |                       |                       |                       |
| Извор #2: Normales et records météorologiques |                       |                       |                       |                       |                       |                       |                       |                       |                       |                       |                       |                       |                       |

## Међународна сарадња
- Кардиф, Уједињено Краљевство
- Сарбрикен, Немачка
- Нови Сад, Србија
- Сијетл, Сједињене Америчке Државе
- Ћингдао, Народна Република Кина
- Џексонвил, Сједињене Америчке Државе
- Нигата, Јапан
- Клуж-Напока, Румунија
- Дурбан, Јужна Африка
- Тбилиси, Грузија

## Галерија
- Град Нант
- Поглед на реку Лоару
- Градски врт
- Торањ „Бретања“
- Река Лоара